# كاب كلارك
كاب كلارك (بالإنجليزية: Cap Clark)‏ هو لاعب كرة قاعدة أمريكي، ولد في 19 سبتمبر 1906 في Snow Camp, North Carolina ‏ في الولايات المتحدة، وتوفي في 16 فبراير 1957 في فاييتفيل في الولايات المتحدة.

## وصلات خارجية
- كاب كلارك على موقعبيزبول رفرنس.كوم (الدوري الرئيسي) (الإنجليزية)
- كاب كلارك على موقعبيزبول رفرنس.كوم (الدوري الثانوي) (الإنجليزية)